# Федір дереворитник
Фе́дір А. (Ф. А., Ф.), київський дереворитник кін. 17 — поч. 18 вв., працював у Києві між 1694–1724 рр. Оформлював й ілюстрував гравюрами «Апостола» (1695, «Побиття Стефана»), «Євангеліє напрестольне» (1697, рамка для заголовка), «Страсне Євангеліє» (1706, «Обмивання ніг апостолам»), «Молитвослов» (1707, «Успіння»), «Богородиця» (1709). Біблійним і євангельським сценам Федір А. надавав національних рис.